# Adobe Visual Communicator
Adobe Visual Communicator was een computerprogramma van Adobe waarmee videopresentaties konden worden gemaakt die er hetzelfde uitzagen als een tv-uitzending. De teleprompter (autocue), die geïntegreerd is in het programma, staat in het middelpunt. Zo is het mogelijk, door middel van een tijdlijn, effecten, muziek, video's, titels en dergelijke toe te voegen. Het product kan dus vergeleken worden met een regiekamer. Er kan zelfs gebruik worden gemaakt van een green-screen of een blue-screen. De nieuwste versie, Adobe Visual Communicator 3, werd op 25 september uitgebracht.

## Serious Magic
Voorheen stond het programma bekend onder de vlag van Serious Magic. Na de overname van het bedrijf, door Adobe, is de naam gewijzigd in Adobe Visual Communicator.

## Versies
- Visual Communicator (eerste versie)
- Visual Communicator 1.0
  - Visual Communicator Web 1.0
  - Visual Communicator Pro 1.0
  - Visual Communicator Studio 1.0
- Visual Communicator 2.0
  - Visual Communicator Web 2.0
  - Visual Communicator Pro 2.0
  - Visual Communicator Studio 2.0
- Visual Communicator 3.0

Verbeteringen in versie 2.0 waren o.a. een sterk verbeterde tijdlijn, de tijd werd weergegeven in de tijdlijn, zo kon de gebruiker makkelijker zien wanneer een effect of video startte.
Vanaf versie 3.0 wordt het programma niet meer in versies ingedeeld, zoals Web, Pro en Studio, maar wordt als één product verkocht.

## Gebruikersomgeving
De tijdlijn loopt gelijk met de teleprompter. Zo is het mogelijk gemakkelijk effecten en graphics vanuit
de database naar de tijdlijn te slepen.